# Vagyim Arszenyjevics Jefremovics
Vagyim Arszenyjevics Jefremovics (oroszul: Вадим Арсеньевич Ефремович) (Zsmerinka, 1903. október 16. – Moszkva, 1989. május 1.) szovjet matematikus, akinek a topológia volt a szakterülete.
A Moszkvai Állami Egyetemen doktorált. Témavezetője Pavel Szergejevics Alekszandrov volt. A Moszkvai Topológiai Iskola tagja volt. 1934-ben a moszkvai Nemzetközi Topológiai Konferencián az előadáson fontos bejelentést tett a kutatásainak eredményéről de nem tudta publikálni, mert 1937 és 1944 között bebörtönözték. Miután szabadult már publikálta és folytathatta a kutatást.

## Könyvei
- Vlagyimir Grigorjevics Boltyanszkij-Vagyim Arszenyjevics Jefremovics: Szemléletes topológia (1965)